# Biscay
Biscay – miasto w Stanach Zjednoczonych, w stanie Minnesota, w hrabstwie McLeod.
Poczta o nazwie Biscay funkcjonowała w latach 1888 - 1954. 